# Mont Aimé
Der Mont Aimé ist ein 240 m hoher Berg in der Champagne beim Ort Bergères-lès-Vertus in Frankreich. Er gehört zum Département Marne und schließt die Weinbauregion Côte des Blancs im Süden ab.
Die Namensbedeutung ist bisher unklar. Als frühere Namen sind historisch belegt: Mons Wavinarum 696, Mons Witmar 877, Mons Aymeri 1162, Mont Huimeri; mons steht lateinisch für Berg, Anhöhe, das zweite Element aimé könnte einen germanischen Personennamen bezeichnen: Widomar(us).

## Geschichte
Auf dem 240 Meter hohen Gipfel wurden zahlreiche Überreste aus der Alt- und Jungsteinzeit (3400 bis 2900 v. Chr.) gefunden. Wahrscheinlich befand sich später dort ein gallisches Oppidum. Weitere Funde belegen, dass König Ludwig II. von Frankreich im Jahre 877 dort residierte.
Die Witwe des Grafen der Champagne Theobald III., Blanka von Navarra, errichtete 1210 eine Burg, die allerdings im 15. Jahrhundert wieder aufgegeben wurde. Vor dieser Burg wurden am 13. Mai 1239 auf Veranlassung des Inquisitors Robert der Bulgare 183 Katharer verbrannt. Im Hundertjährigen Krieg wurde die Burg dreimal belagert. Vom Bauwerk zeugen heutzutage nur noch Ruinen.
Im März 1814 wurde hier bei der Schlacht bei Fère-Champenoise gekämpft. Nach der zweiten Abdankung Napoleons I. wählte  Zar Alexander I. am 10. September 1815 die nördliche Ebene vor dem Berg für eine Militärparade mit 300 000 Soldaten und 85 000 Pferden zur Machtdemonstration. Auf dem Berg gibt es ein Mahnmal für die russischen Soldaten, die hier im I. Weltkrieg eingesetzt wurden.
Während der kriegsentscheidenden Ersten Schlacht an der Marne vom 5. bis 12. September 1914 verlief am Berg die französisch-deutsche Front in der Schlacht in den Sümpfen von Saint-Gond. Vom Mont Aimé konnte die französische Artillerie die Straßen von Reims nach Troyes und von Paris nach Châlons kontrollieren.

## Einzelbelege
1. ↑  Recueil des historiens des Gaules et de la France, t. 21, p. 624–625.